# Motor de disco en nutación

Funcionamiento del motor de disco en nutación Dakeyne

Un motor de disco en nutación (también llamado simplemente motor de disco) es un motor de combustión interna compuesto fundamentalmente por una parte móvil y una transmisión directa a un cigüeñal. Inicialmente patentado en 1993, se diferencia de los motores de combustión interna anteriores en varios aspectos. Utiliza un movimiento de nutación oscilante o circular oscilante, que se basa en gran medida en los motores de vapor similares desarrollados en el siglo XIX, y similar al movimiento de la parte no giratoria en un motor de plato oscilante.

## Funcionamiento
En su configuración básica, el núcleo del motor es un disco en nutación no giratorio, con el centro de su cubo montado en el medio de un eje en forma de letra "Z". Los dos extremos del eje describen un movimiento de rotación, mientras que el disco realiza un movimiento de nutación, (es decir, efectúa un movimiento de bamboleo sin girar alrededor de su eje). El movimiento de la circunferencia del disco se inscribe en una parte de una esfera. En la terminología de un motor de cuatro tiempos, una parte del área del disco se usa para la admisión y la compresión, otra parte se usa para el sellado contra una carcasa central, y la parte restante se usa para la expansión y el escape. El aire comprimido es almacenado en un acumulador externo, y luego en una cámara de combustión externa antes de ser admitido en la cámara de impulsión del disco. La cámara de combustión externa permite que el motor utilice diésel en tamaños de motor pequeños, lo que le otorga capacidades únicas para la propulsión de vehículos aéreos no tripulados y otras aplicaciones. Un beneficio significativo del motor de nutación es la superposición de las carreras de potencia.
La potencia se transmite directamente al eje de salida (el cigüeñal), lo que elimina por completo la necesidad del complicado acoplamiento mecánico esencial en un motor de pistón convencional (necesario para convertir el movimiento lineal del pistón en un movimiento de salida giratorio). Dado que el disco no gira, las velocidades del contacto de la zona de sellado son más bajas que en un motor de pistón equivalente. Sin embargo, la longitud total del contacto a sellar es bastante larga, lo que puede anular esta ventaja.
El disco se tambalea dentro de una carcasa y, en su versión más simple, la mitad del disco (un lóbulo) realiza la función de admisión/compresión, mientras que el otro lóbulo realiza la función de expansión/escape. Los lóbulos del disco se pueden configurar para que tengan el mismo volumen de compresión y expansión, o para que el volumen de compresión sea mayor o menor que
el volumen de expansión. Esto significa que el motor puede ser auto sobrealimentado (véase sobrealimentador) o funcionar como un ciclo Miller/ciclo Atkinson.

## Patentes e historial de producción
La patente estadounidense número 5.251.594 para un "motor de disco de combustión interna nutante" fue concedida a Leonard Meyer de Illinois en 1993.
El motor Nutating engine de Meyer es un nuevo tipo de motor de combustión interna con mayor relación de potencia que los motores de pistón alternativo convencionales, y que puede funcionar con una gran variedad de combustibles, incluidos gasolina, combustibles pesados e hidrógeno. La patente hace referencia a varios motores de nutación del siglo XX en los Estados Unidos, pero no hace referencia alguna al motor Dakeyne original, descrito a continuación, en sus referencias técnicas anteriores. La similitud con su predecesor hidráulico 166 años anterior es sorprendentemente evidente, y el principal cambio es que el disco no es completamente plano sino ligeramente convexo.
Los detalles del funcionamiento, así como el potencial del motor de disco en nutación de Meyer, se han publicado en.
Un solo prototipo se ha hecho funcionar brevemente, con una relación potencia-peso igual a la de los motores de cuatro tiempos típicos actuales. Los autores del informe de evaluación técnica del desarrollador/Laboratorio de Investigación del Ejército de los Estados Unidos/NASA afirman que una versión de producción en serie del nuevo motor (para aplicaciones de vehículos aéreos no tripulados) podría proporcionar una relación potencia a peso de 1,6 hp/lb o 2,7 kW/kg. Esto es ligeramente mejor que los motores automotrices de producción en serie actuales, pero no se acerca al rendimiento del motor de dos tiempos Graupner G58, o al del Desert Air DA 150.
Una compañía llamada McMasters, anteriormente dirigida por el exitoso empresario estadounidense Harold McMaster, también estaba desarrollando un motor de nutación que quema una mezcla de hidrógeno puro y oxígeno puro que, según afirma, rendirá 200 hp pero pesará solo una décima parte que un motor de automoción alimentado con gasolina/aire con la misma potencia. Hasta entonces, la compañía McMasters afirmaba haber gastado 10 millones de dólares en su desarrollo. También se estaban haciendo planes para desarrollar una versión "del tamaño de una lata de café" que se pudiera alojar directamente en los cubos de las ruedas, eliminando por completo el tren de transmisión tradicional. Este concepto se intentó por primera vez en el British Leyland Mini Moke[cita requerida] pero, en ese momento, se vio gravemente obstaculizado por los problemas para lograr un sistema de sincronización fiable, que ahora sería más fácil de diseñar gracias al desarrollo de los circuitos integrados. McMasters también planeaba lanzar una versión de su motor activado con gasolina, que se afirmaba que posibilitaría un funcionamiento sustancialmente más limpio que el de los motores tradicionales.

## Historia

### Motor de disco hidráulico Dakeyne
En la década de 1820, los propietarios del molino de Darley Dale en Derbyshire, Edward & James Dakeyne, diseñaron y construyeron un motor hidráulico (un motor impulsado por agua) conocido como "The Romping Lion", para hacer uso del agua a alta presión disponible cerca de su molino.
Los hermanos Dakeyne también habían inventado anteriormente "El Equalinium", una máquina para la preparación de lino para hilar, y su padre Daniel Dakeyne (1733-1819) obtuvo una patente para este dispositivo en 1794. A menudo se dice que Edward y James no sacaron la patente ellos mismos porque eran menores de edad en ese momento, pero en realidad ya tenían 23 y 21 años.
Poco se sabe de su motor, aparte de la descripción bastante poco clara que acompaña a la patente, que fue concedida en 1830. Sus piezas de fundición principales se hicieron en la fundición de Morley Park cerca de Heage. La máquina pesaba 7 toneladas y generaba 35 caballos de potencia aprovechando un desnivel de 96 pies (29,3 m) de agua.
Stephen Glover, en su nomenclátor de Derbyshire, estaba entusiasmado con las perspectivas del motor de disco, previendo su uso en todo tipo de aplicaciones, tanto domésticas como industriales, no solo como motor principal sino también como bomba. Dijo que John Dakeyne también había encargado un motor de disco para accionar los fuelles de un órgano en la residencia de la familia, Knabb House.
Frank Nixon en su libro "The Industrial Archaeology of Derbyshire" (1969) comentaba que "La característica más llamativa de esta ingeniosa máquina es quizás la dificultad experimentada por quienes intentan describirla; los titulares de la patente y Stephen Glover solo lograron producir descripciones de monumental incomprensibilidad".
Se construyó un modelo más grande para drenar las minas de plomo de Alport, cerca de Youlgreave, y otras personas construyeron distintas versiones de vapor posteriormente.

### Davies y Taylor
Las primeras personas en desarrollar motores de disco a vapor basados en el diseño de los hermanos Dakeyne fueron George Davies y Henry Taylor, quienes patentaron su motor en 1836. Estaba equipado con válvulas para controlar la admisión de vapor y también se diferenciaba de la versión original en que el eje del motor era horizontal y la carcasa del motor giraba alrededor del disco, al contrario que en el motor hidráulico. Más patentes se registraron durante los ocho años siguientes, principalmente introduciendo trabajo expansivo y mejorando el sellado del motor.
En 1836, Davies y Taylor concedieron los derechos de fabricación del motor a Fardon y Gossage, propietarios de una fábrica de sal. Al mismo tiempo, Davies estaba trabajando en un remolcador ideado para navegar por los canales con un motor de disco que impulsaba una rueda de paletas en la popa. Para 1838, un motor de 5 hp estaba en uso en la fábrica de sal para bombear salmuera.
En 1839, Davies, Taylor, Fardon y Gossage traspasaron los derechos de fabricación del motor a la empresa Birmingham Patent Disc Engine (BPDE). Como superintendente de la empresa, Henry Davies era responsable de todo el diseño y la fabricación, mientras que Gossage era el director. En febrero de 1841, la Junta informó que se habían completado 26 motores, que estaban en marcha otros motores por un total de 260 caballos y que se habían recibido encargos por un total de 500 caballos. Podían fabricar motores de entre 5 y 30 caballos y estaban fabricaban motores para uso ferroviario. Un artículo en una revista francesa de 1841 informaba que un motor de 12 hp había estado en uso durante seis meses como motor de bobinado en la Mina de Corbyn's Hall, Dudley, que era capaz de levantar una carga de 1 tonelada a una altitud de 180 pies (54,9 m) en 1 minuto. Los motores de disco costaban desde 96 libras por una máquina de 8 hp hasta 300 libras por un modelo de 30 hp.
Ransomes de Ipswich (que luego se convertirían en la firma de ingeniería agrícola Ransomes and Sims) exhibió un locomóvil en la Exposición Real de Liverpool en 1841, propulsado por un motor de disco BPDE de 5 hp.
En 1840, un barco para navegar por los canales, The Experiment, propulsado por un motor Davies, se estaba utilizando para pruebas de hélice, y en 1842 Davies instaló un motor de disco y una bomba de disco en una barcaza utilizada en los canales, lo que demostró al drenar media milla del Canal de Stourbridge. El mismo año, se instaló un motor de 5 hp en una de las pinazas del HMS Geyser. Sin embargo, las pruebas realizadas en el Támesis y para los directores del Canal Grand Junction no lograron convencer ni al Almirantazgo ni a los propietarios del canal.
Sin embargo, había un interés creciente en utilizar la energía del vapor en los canales, y el reducido calado de los barcos del canal favorecía mucho a los motores de disco. Davies vio su oportunidad y construyó un remolcador de canal con casco de hierro con un motor BPDE de 16 hp en 1843. Para minimizar el calado, instaló cuatro hélices espaciadas en un eje en el barco y encerradas en un tubo debajo de la línea de flotación. Había dos de estas unidades de propulsión una al lado de la otra para un total de 8 hélices. Funcionó lo suficientemente bien como para convencer a los directores del Canal de cruce de Birmingham y Liverpool para que encargaran seis remolcadores que pudieran arrastrar hasta dieciséis barcazas al día a una velocidad razonable. En uso, un tren de seis a ocho barcazas salía de Ellesmere Port y Wolverhampton cada día, transportando un promedio de 100 toneladas. Desafortunadamente, nadie había considerado cómo iba a circular el tren de barcazas por las esclusas y los bajíos del canal. Cada una de esas obstrucciones significaba que el tren tenía que ser desacoplado y las barcazas manejadas individualmente o remolcadas por caballos a través de la obstrucción antes de que el tren fuera reensamblado en el otro lado. Esto anuló los beneficios del remolcador y el tren de barcazas, y en 1845 los directores del canal retiraron los remolcadores del servicio.
En 1844, la BPDE quebró. El equipo de taller, varios motores terminados y otros en preparación se pusieron a la venta. Durante los procedimientos judiciales de 1851 tras la quiebra de dos de los principales inversores de la compañía, se dijo que el motor de disco no había obtenido beneficios, y que haber confiado en él como activo realizable "era absurdo".

### Bishopp

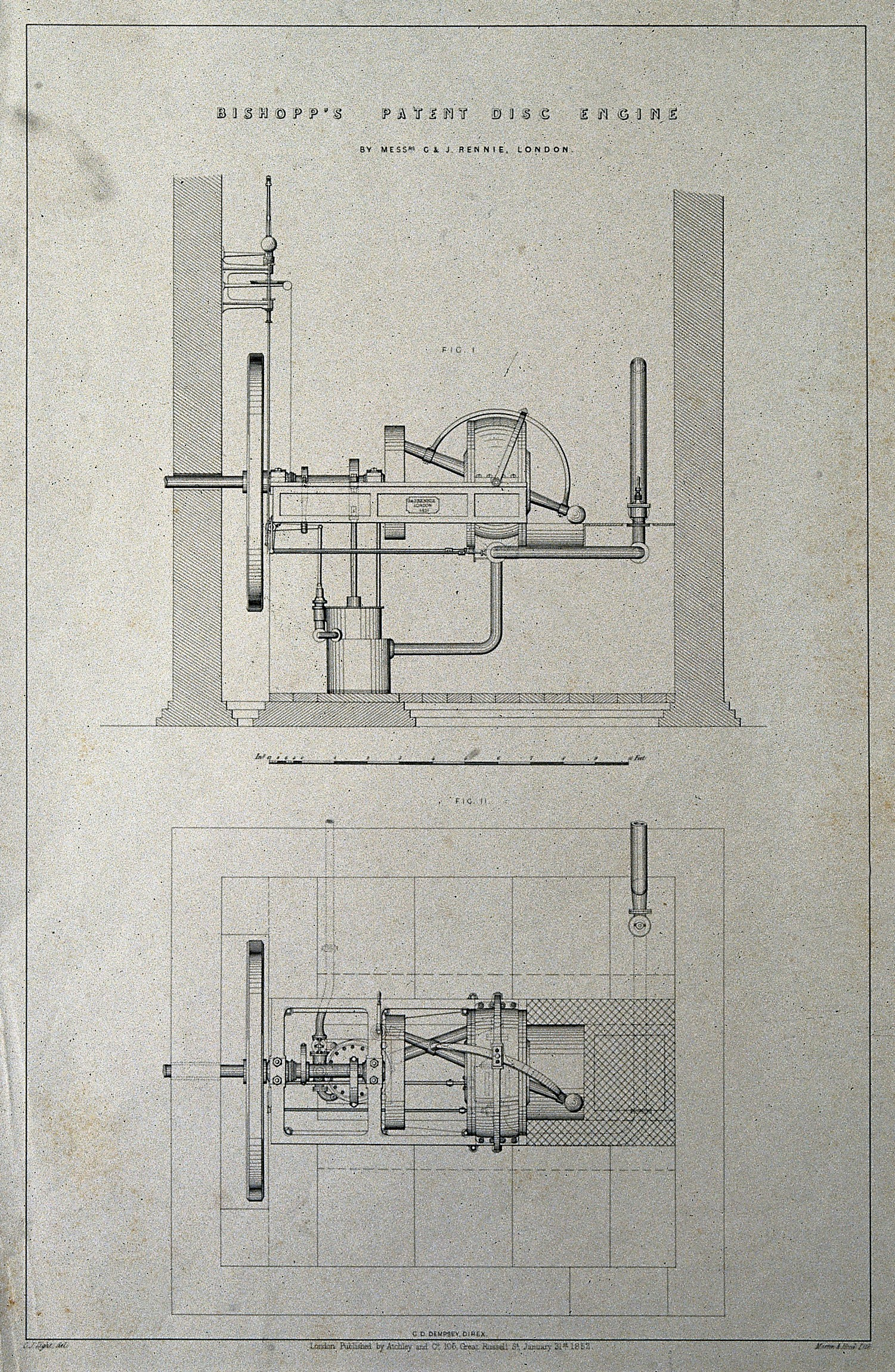
Patente del motor de vapor de disco construido por George Rennie and Sons

Un competidor de Davies y Taylor fue el ex ingeniero de locomotoras George Daniell Bishopp, quien hizo que Donkin & Co construyera su primer motor en 1840, obteniendo una patente en 1845. Los socios Barnard William Farey y Bryan Donkin Jr. patentaron mejoras al diseño básico; Donkin había trabajado con Bishopp en su motor original, mientras que Farey era un empleado de Donkins.
El motor de Bishopp se encontró con cierto escepticismo por parte de la prensa especializada cuando se lanzó al mercado. Pero Bishopp había optado por volver al diseño original de los Dakeyne, que disponía de un yugo que absorbía la mayor parte de las fuerzas dinámicas y reducía en gran medida la carga sobre los cojinetes y el sellado. En el caso de que hubiera alguna fuga, el sellado era ajustable. Además, Bishopp tenía sus motores producidos por empresas con reconocidas capacidades de ingeniería en lugar de realizar su propia fabricación; además de Donkin's, algunos de sus primeros motores fueron construidos por Joseph Whitworth & Co de Mánchester. Otra empresa de ingeniería con muy buena reputación fue G. Rennie and Son de Londres, que estaba tan convencida del potencial del motor que en 1849 contrató a Bishopp como capataz de obras con responsabilidad específica en el motor de disco.
En 1849 se habían vendido varios motores Bishopp, y uno se utilizó con gran éxito para hacer funcionar las imprentas del periódico The Times, mientras que otro motor producido por G. Rennie and Son se utilizó para impulsar la cañonera de casco de hierro HMS Marta. El motor del "Times" había sido construido por Whitworth y se mostró en la Gran Exposición, donde funcionó sin problemas y silenciosamente e impresionó a todos los que lo vieron.
En 1853 se compró a Rennie un motor de disco de 13 pulgadas de diámetro para propulsar una cañonera rusa de 55 pies, lo que hizo a una velocidad de 7 nudos (13,0 km/h).
En ese momento, las ventajas del motor de disco fueron enumeradas en 1855 por The Mechanics' Magazine como:
- Pesaba tanto como la mitad del peso de una máquina de vapor convencional de potencia equivalente.
- Tenía las ventajas de las máquinas de vapor rotativas sin sus inconvenientes.
- Era más económico en términos de combustible: hasta un 18%.
- Era capaz de alcanzar mayores RPM sin necesidad de engranajes.
- Adecuado para su uso a alta presión.

Los motores de disco finalmente cayeron en desuso debido a la competencia que ofrecían las modernas máquinas de vapor de alta velocidad, que eran pequeñas y ligeras y podían ofrecer características como la composición de baja y alta presión. Además, los motores convencionales no requerían la misma precisión de fabricación que los motores de disco y las fugas de vapor no eran un problema.

### Contadores de agua
El medidor de disco nutante que utiliza la misma geometría y concepto que el motor original de los Dakeyne es probablemente el contador de agua más utilizado en el mundo, y se afirma que más de la mitad de los medidores de agua dispuestos en instalaciones domésticas en los EE. UU. y Europa son de este tipo. Usado durante 150 años, es esencialmente un motor de disco Dakeyne y probablemente fue desarrollado por Farey y Donkin, quienes mencionaron un "medidor de medición de fluidos" en su patente de motor de disco de 1850. En 1859 estaban siendo fabricados por la Buffalo Meter Company de Búfalo (Nueva York).